# 田辺泰
田辺 泰（たなべ やすし、1899年1月14日 - 1982年4月1日）は、日本の建築史・美術史学者。工学博士（1939年）。早稲田大学の建築史担当教授を伊東忠太、佐藤功ーより引き継ぐ。
昭和初期に関東地域の社寺建築の調査を行ない、関東系の建築史を大成する。
後年は古建築の復元・創作、文化財保護に活躍した。

## 略歴
岡山県倉敷市生まれ。広島県出身。
1924年早稲田大学理工学部建築学科卒、同助手、1925年助教授、1939年「関東地方に於ける古建築の研究」で工学博士の学位を取得。1941年教授。1969年定年、名誉教授。
1930 （昭和5) 年、中国および沖縄の建築調査(1931まで、1934-35)。
1964（昭和39)年、日本建築大工技能士会会長。
1965（昭和40)年、文化庁文化財保護審議会専門委員。
在来の建築史が関西中心の社寺建築を主たる対象としていたのに対し、眼界を広げて新しい分野の開拓に専心。この点から言えば、確かに先駆者の一人。学位論文「関東古建築の研究」は正福寺地蔵堂の発見をはじめとし、関東にある古建築の解明に大きな足跡を残した。今日、古建築の地方色といった事が問題となっている時、昭和初期にこうした関東の建築に取り組んでいた。「徳川家霊廟」「日光廟建築」などの著書は、その成果の一端であって、貴重な資料である。
琉球に足をのばし、その研究成果を「琉球建築」の大著としてまとめた。第二次大戦の戦火を極度に受けた現在、この著書は貴重な文献となって、のちに再刊された。また昭和18年にはM.S・ブリッグスの建築工匠史の訳書を出版。現在の建築技術史の研究において、すでに戦前にこれに着目し、著書を出版した。
さらに昭和の初め、学生の卒業論文の指導の一環で郷里の岡山城天守を実測調査、それを契機として大著「日本建築」の城郭篇に研究成果を発表。これも建築史に新しい分野を拓たものである。田辺は建築史の分野で常に新しい境地の開拓を試みて、多くの後輩のために先覚者としての余光を残している。単に研究発表に止らず、実際の寺院建築の設計に多くの業績を残した。

## 主要建築作品
携わった作品は、不忍池弁天堂（1958）、円覚寺仏殿（1964）、鶴見総持寺太祖堂（1965）、岡山城天守閣（1966）など。

## 著書
- 『日本住宅史』 雄山閣出版、1935
- 『冠木門』相模書房 1941
- 『徳川家霊廟』彰国社 東亜建築撰書 1942
- 『日本建築の性格』相模書房 1942
- 『日光廟建築』竜吟社 東亜建築撰書 1944
- 『住宅雑爼』彰国社 1948
- 『西洋近世建築史要』彰国社 1948
- 『琉球建築』座右宝刊行会 1972

### 編共著
- 『欧米ポスター図案集』編 洪洋社 図案資料叢書 1924
- 『電灯装飾意匠集』編 洪洋社 図案資料叢書 1924
- 「日本住宅史」 『日本風俗史講座6巻』 雄山閣出版、1929
- 『原始芸術集』編 洪洋社 図案資料叢書 1925
- 『毯絨図案集』編 洪洋社 図案資料叢書 1925
- 『鉄格子意匠集』編 洪洋社 図案資料叢書 1925
- 『表現主義版画集』編 洪洋社 図案資料叢書 1925
- 『マヤ芸術集』編 洪洋社 図案資料叢書 1925
- 『中世紀モザイツク集』編 洪洋社 図案資料叢書 1926
- 『ロシアン・バレー意匠集』編　図案資料叢書 洪洋社 1927
- 『ゴルドン・クレイグ版画集』編　図案資料叢書 洪洋社 1927
- 『琉球建築』巌谷不二雄共著 座右宝刊行会 1937
- 『日本建築 茶室篇』第1-9冊 編 彰国社 1941-1943
- 『日本建築 社寺篇』編 彰国社 1941-1943
- 『日本建築 城郭篇』編 彰国社 1941-1943
- 『日本建築 特殊建造物篇』編 彰国社 1941-1943
- 『小住宅圖集』編 彰國社 1946
- 『新時代住宅図集』編 彰国社 1947
- 『洋風住宅図集』編 彰国社 1950
- 『佐藤功一博士』猪野勇一共編 彰国社 1953
- 『日本の建築』太田博太郎,服部勝吉共著 彰国社 1954
- 『日本城郭全集 第5巻 中国編』鳥羽正雄,藤岡通夫共編 日本城郭協会出版部 1960

### 翻訳
- 鄭肇経『支那水利史』大東出版社 支那文化史大系 1941
- M.S.ブリッグス『建築工匠史』相模書房 1943